# Jezioro Kapliczne
Kapliczne Jezioro – jezioro na Pojezierzu Kaszubskim (powiat kościerski, województwo pomorskie) na obszarze miejskim Kościerzyny (między ulicami Skarszewską i Markubowo).
Powierzchnia całkowita: 3,9 ha.